# Gai Fulcini
Gai Fulcini (en llatí: Caius Fulcinius) va ser un ambaixador romà enviat junt amb altres tres a Fidenes, per demanar la causa per la qual aquella ciutat s'havia revoltat contra Roma i s'havia unit a Lar Tolumni, rei de Veios.
Els fidenats, per consell de Lar Tolumni, van matar als ambaixadors. Els romans els van honorar amb estàtues a la Rostra.